# Sphyrion lumpi
Sphyrion lumpi is een eenoogkreeftjessoort uit de familie van de Sphyriidae. De wetenschappelijke naam van de soort is voor het eerst geldig gepubliceerd in 1845 door Krøyer.